# Čestný Zlatohlávek
Čestný Zlatohlávek (švédsky Hedersguldbaggen, anglicky Guldbagge Honorary Award) je cena za celoživotní dílo, ocenění za zásadní přínos švédskému filmu, divadlu a kultuře. Poprvé byla udělena 5. února 2001 za rok 2000 v rámci slavnostního vyhlašování všech kategorií ceny Zlatohlávek (36. ročník) a rozhoduje o ní Švédský filmový institut.
Ocenění do určité míry navazuje na Zvláštní ocenění (švédsky Juryns specialbagge, anglicky Special Achievement Award), které bylo udělováno do roku 1987. Vítězové této speciální ceny jsou určovány zvláštní komisí Švédského filmového institutu a podle zvláštních pravidel, nikoli podle nominačních pravidel pro ceny za uplynulý rok jako je nejlepší film, nejlepší režisér, nejlepší herec nebo herečka.
Samotný symbol ocenění, malá soška ve tvaru brouka zlatohlávka, je však u této „speciální“ ceny stejná jako u všech kategorií „běžného“ Zlatohlávka. Je vyrobena z mědi, která je smaltovaná a pozlacená. Jejím autorem je umělec Karl Axel Pehrson, který zvítězil v soutěži o návrh, jež byla uspořádána z iniciativy tehdejšího generálního ředitele Švédského filmového institutu Harryho Scheina. Autor sošky uvedl, že zlatohlávka zvolil proto, že jeho třpytivý let má symbolizovat a připomínat mihotání promítaného filmového pásu. Všichni brouci jsou si podobní a přesto je každý odlišný, jako jsou jedinečná jednotlivá umělecká díla.

## Přehled ocenění

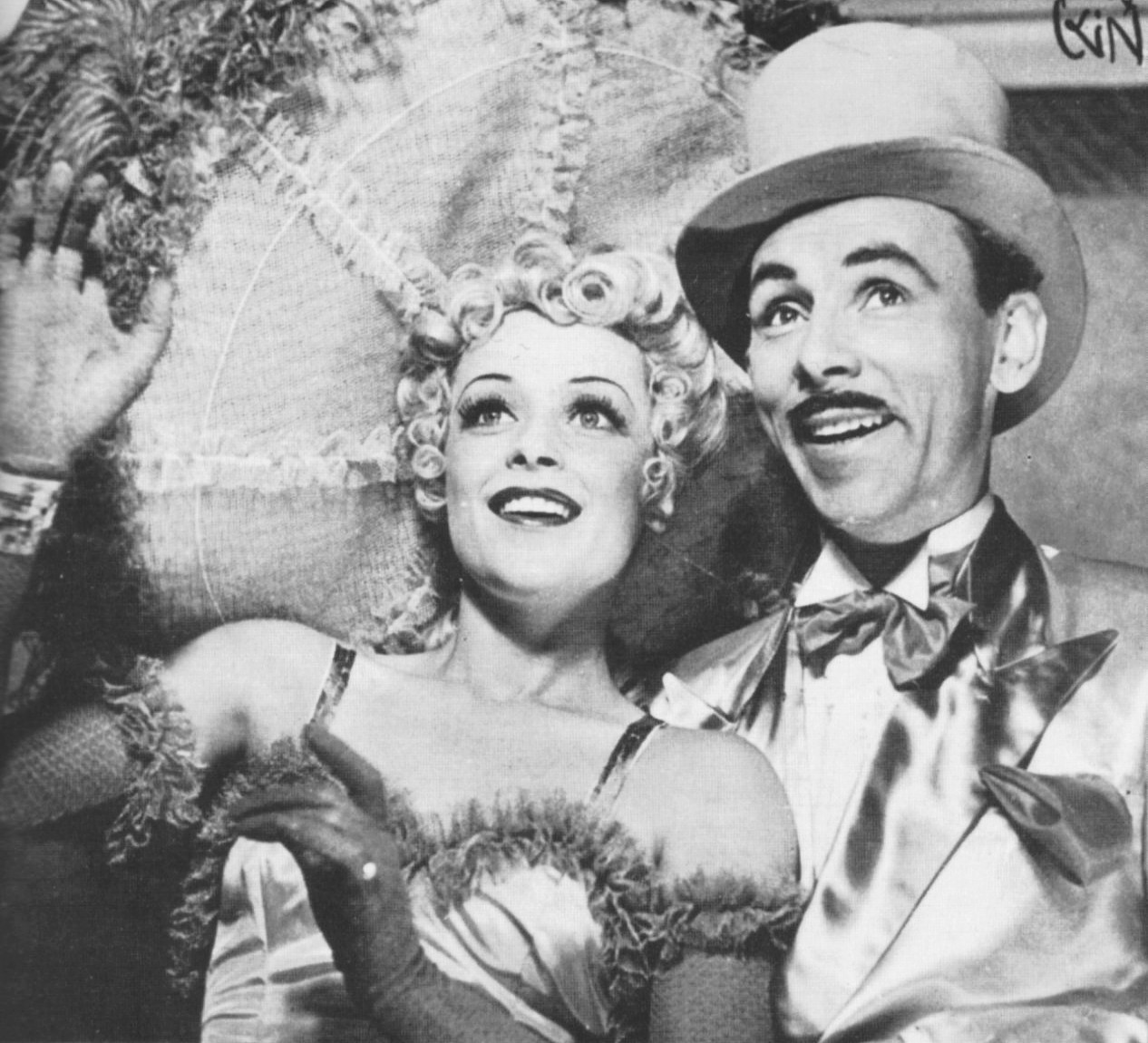
Annalisa Ericsonová získala vůbec prvního Čestného Zlatohlávka na 36. ročníku počátkem roku 2001.

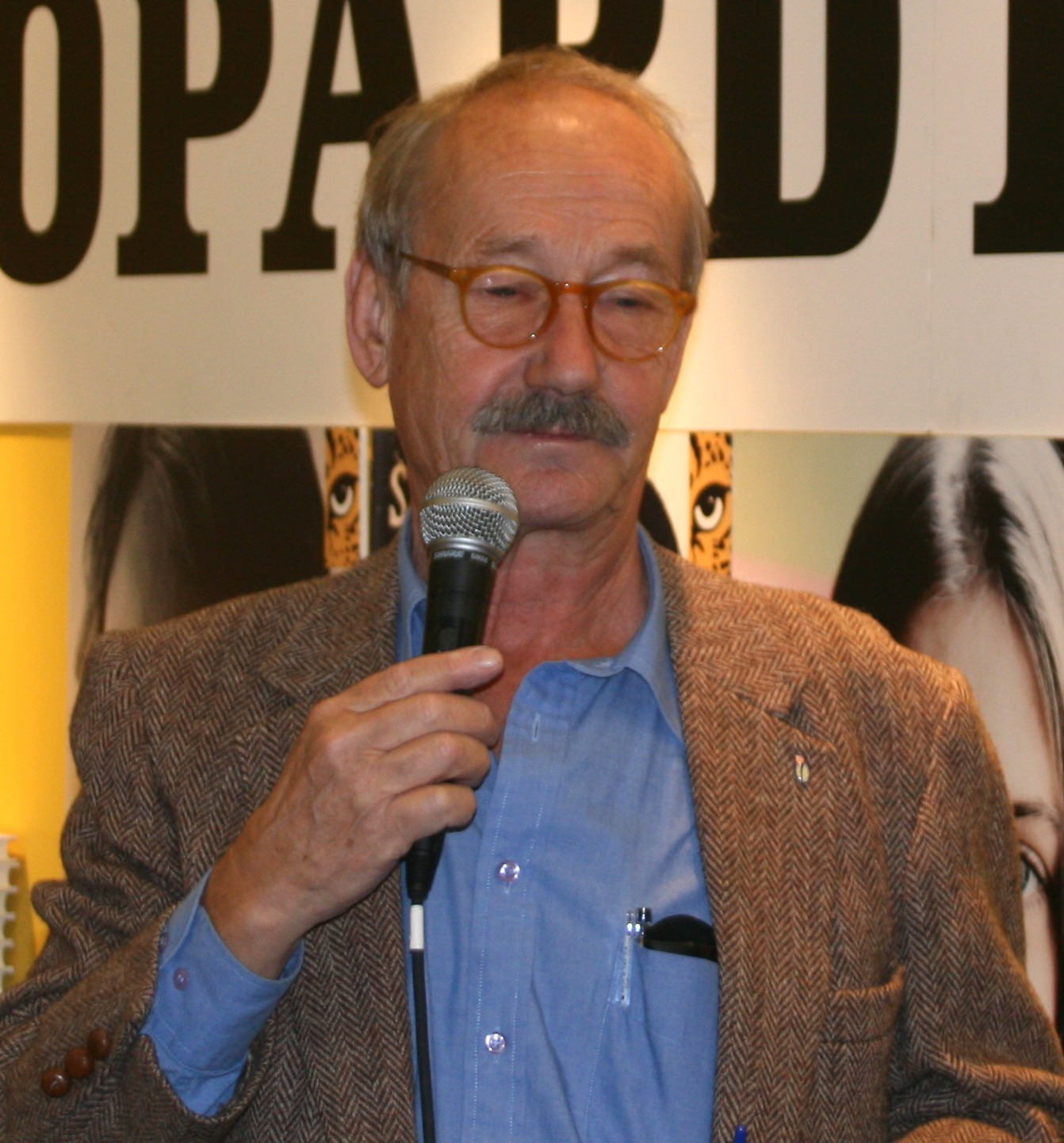
Gösta Ekman cenu obdržel na 43. ročníku cen Zlatohlávek (21. 1. 2008)

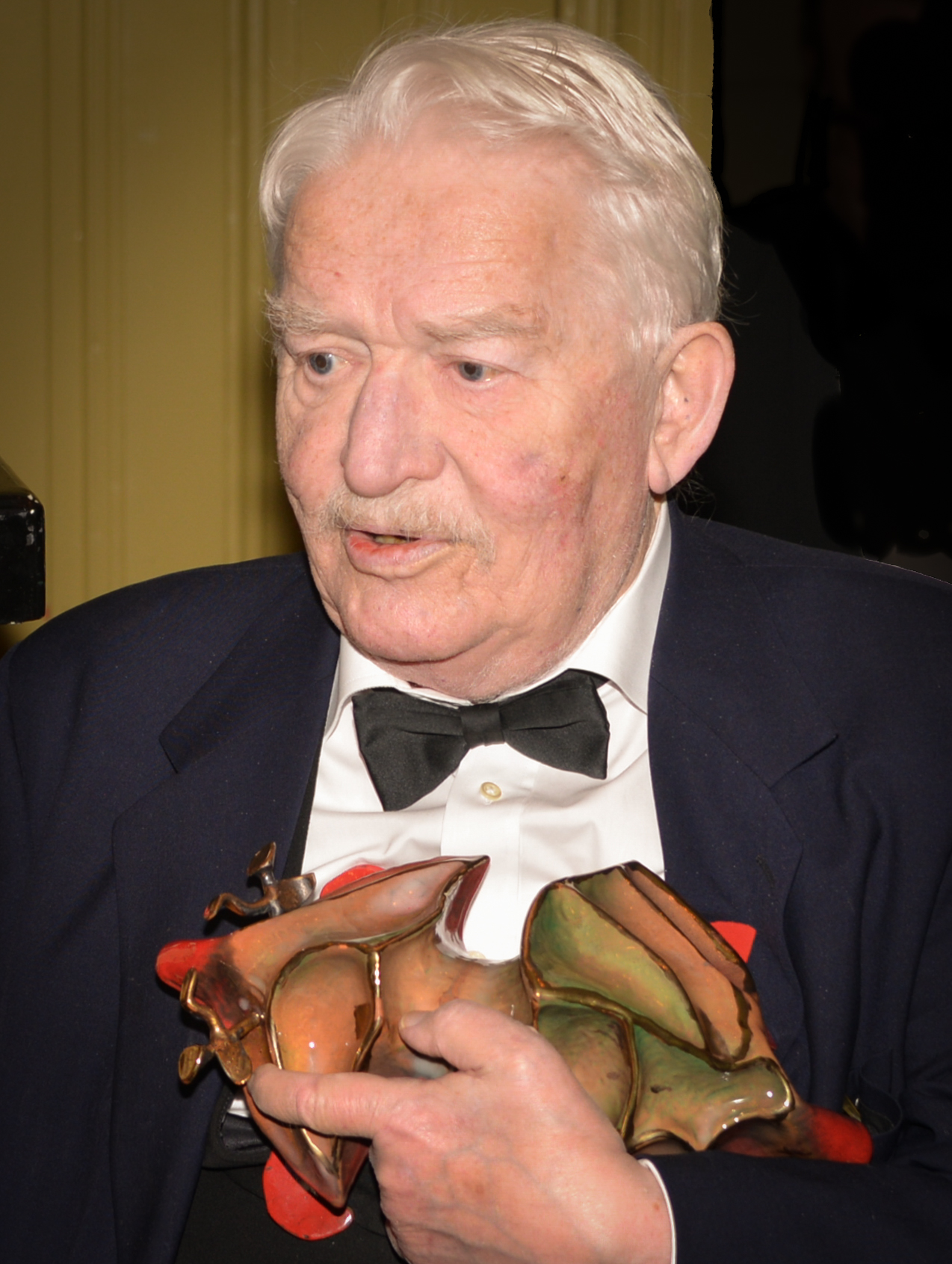
Hans Alfredson cenu získal na 48. ročníku cen Zlatohlávek (21. 1. 2013)

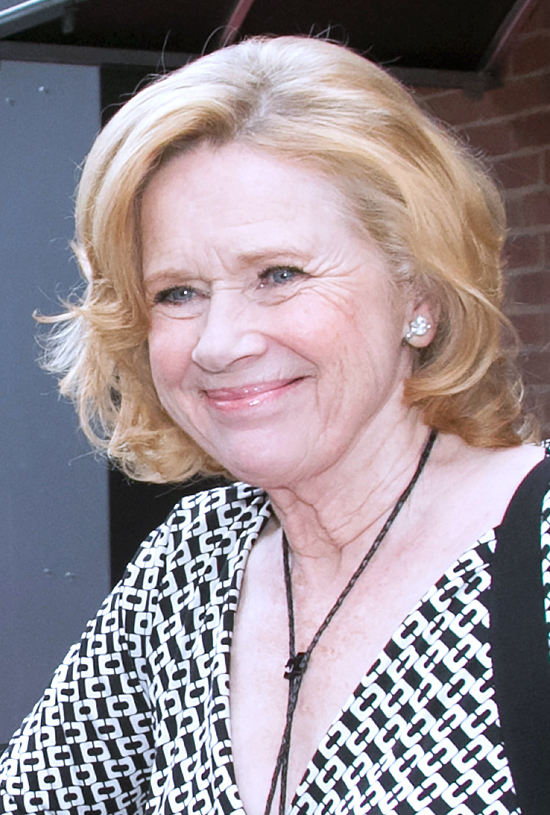
Norská herečka Liv Ullmannová cenu získala na 50. ročníku cen Zlatohlávek (26. 1. 2015)

Rok v tabulkách níže uvádí rok, za který byla cena udělena. Samotné slavnostní udílení ceny proběhlo vždy na počátku následujícího roku (koncem ledna nebo v únoru), společně s ostatními kategoriemi.

### Roky 2000–2009
| Rok  | Zlatohlávek (ročník) | Oceněná osoba        | Profese                                                                                  | Ref.          |
| ---- | -------------------- | -------------------- | ---------------------------------------------------------------------------------------- | ------------- |
| 2000 | 36.                  | Annalisa Ericsonová  | herečka, tanečnice a umělkyně v revue                                                    | [ 3 ]         |
| 2001 | 37.                  | Gunnel Lindblomová   | herečka a režisérka                                                                      | [ 4 ]         |
| 2002 | 38.                  | Gunnar Fischer       | kameraman, režisér a spisovatel                                                          | [ 5 ]         |
| 2003 | 39.                  | Erland Josephson     | herec, režisér, spisovatel a v letech 1966–1975 ředitel Královského dramatického divadla | [ 6 ]         |
| 2004 | 40.                  | Sickan Carlssonová   | filmová a divadelní herečka a zpěvačka                                                   | [ 7 ]         |
| 2005 | 41.                  | Anita Björková       | herečka                                                                                  | [ 8 ]         |
| 2006 | 42.                  | Nils Petter Sundgren | filmový kritik, televizní moderátor, novinář, literární vědec a překladatel              | [ 9 ]         |
| 2007 | 43.                  | Gösta Ekman          | filmový a divadelní režisér a herec                                                      | [ 10 ]        |
| 2008 | 44.                  | Harriet Anderssonová | herečka                                                                                  | [ 11 ] [ 12 ] |
| 2009 | 45.                  | Waldemar Bergendahl  | filmový producent a scenárista                                                           | [ 13 ]        |

### Roky 2010–2019
| Rok  | Zlatohlávek (ročník) | Oceněná osoba         | Profese                                                                            | Ref.          |
| ---- | -------------------- | --------------------- | ---------------------------------------------------------------------------------- | ------------- |
| 2010 | 46.                  | Mona Malmová          | herečka                                                                            | [ 14 ]        |
| 2011 | 47.                  | Inga Landgréová       | herečka                                                                            | [ 15 ] [ 16 ] |
| 2012 | 48.                  | Hans Alfredson        | komik, tvůrce filmů, spisovatel, herec, dramatik, režisér, scénograf a překladatel | [ 17 ] [ 18 ] |
| 2013 | 49.                  | Kalle Boman           | profesor v oblasti nezávislého filmu a filmový producent                           | [ 19 ] [ 20 ] |
| 2014 | 50.                  | Liv Ullmannová        | herečka a režisérka                                                                | [ 21 ] [ 22 ] |
| 2015 | 51.                  | Birgitta Anderssonová | herečka                                                                            | [ 23 ] [ 24 ] |
| 2016 | 52.                  | Katinka Faragóová     | vedoucí skriptka a filmová producentka                                             | [ 25 ] [ 26 ] |
| 2017 | 53.                  | Stig Björkman         | spisovatel, filmový kritik a režisér                                               | [ 27 ] [ 28 ] |
| 2018 | 54.                  | Yvonne Lombardová     | herečka                                                                            | [ 29 ] [ 30 ] |
| 2019 | 55.                  | Lasse Åberg           | herec, hudebník, filmový režisér a umělec                                          | [ 31 ] [ 29 ] |

### Roky 2020–
| Rok  | Zlatohlávek (ročník) | Oceněná osoba     | Profese                 | Ref.   |
| ---- | -------------------- | ----------------- | ----------------------- | ------ |
| 2020 | 56.                  | Sten Ljunggren    | herec                   | [ 32 ] |
| 2021 | 57.                  | Suzanne Ostenová  | scenáristka a režisérka | [ 33 ] |
| 2022 | 58.                  | Björn Gustafson   | herec                   | [ 33 ] |
| 2023 | 59.                  | Marie Göranzonová | herečka                 | [ 33 ] |